# Rościszewski-Eisfall
Der Rościszewski-Eisfall (polnisch Lodospad Rościszewskiego) ist ein Gletscherbruch auf King George Island im Archipel der Südlichen Shetlandinseln. Er fließt vom Warszawa Dome zur Monsimet Cove im Ezcurra-Fjord.
Polnische Wissenschaftler benannten ihn 1980 nach Lech Rościszewski, technischer Organisator für Expeditionen zur Arctowski-Station.